# Iouriouzan
Iouriouzan (en russe : Юрюзань) est une ville de l'oblast de Tcheliabinsk, en Russie. Sa population s'élevait à 12 291 habitants en 2013.

## Géographie
Iouriouzan est arrosée par la rivière Iouriouzan, un affluent de rive gauche de la rivière Oufa. Elle se trouve à 194 km — 233 km par la route — de Tcheliabinsk et à 6 km de la ville fermée de Triokhgorny.

## Histoire
En 1758 fut établi Iouriouzan-Ivanovski Zavod (Юрюза́нь-Ива́новский Заво́д) en relation avec la construction d'une usine sidérurgique. Depuis la fin du XIXe siècle, la localité est connue sous le nom de Iouriouzanski Zavod (Юрюзанский Завод).
L'usine sidérurgique avait été fondée par deux célèbres industriels de l'Oural : I. B. Tverdyvhev et I. S. Myasnikov. Elle fonctionna jusqu'en 1908. Iouriouzanski Zavod accéda au statut de commune urbaine en 1928, puis celui de ville en 1941. Elle fut renommée Iouriouzan le 18 juin 1943.
En octobre 1941, devant l'avance allemande, l'Usine de cartouches de Toula (Toulski patronny zavod) fut transférée à Iouriouzan, où elle fabriqua des cartouches de petit calibre jusqu'en 1989. Cette usine, nommée Usine mécanique de Iouriouzan, fabrique des réfrigérateurs, des pompes, etc.

## Population
Recensements (*) ou estimations de la population
| 1897* | 1939*  | 1959*  | 1970*  | 1979*  |
| ----- | ------ | ------ | ------ | ------ |
| 7 491 | 10 754 | 17 291 | 17 510 | 18 113 |

| 1989*  | 2002*  | 2010*  | 2012   | 2013   |
| ------ | ------ | ------ | ------ | ------ |
| 18 294 | 14 158 | 12 571 | 12 434 | 12 291 |

## Personnalités liées à la ville
- Mikhail Pervoukhine (1904-1978), né à Iouriouzan et responsable soviétique de l'ère Staline et de l'ère Khrouchtchev. Il a été premier vice-président du Conseil des ministres, littéralement premier vice-premier ministre de l'Union soviétique, de 1955 à 1957 et l'un des superviseurs du développement de la bombe atomique soviétique.